# True North
True North også True North/Live Med DR UnderholdningOrkestret er et album af Tina Dickow og DR UnderholdningsOrkestret. Tina Dickow optrådte i maj 2010 med DR UnderholdningsOrkestret i Koncerthuset. Det blev til fire succesfulde koncerter[kilde mangler], så Tina valgte derfor at optræde i koncerthuset året efter; denne gang med fem udsolgte koncerter. Succesen blev gjort til udgivelsesmateriale, da Tina den 14. november 2011 udgav en kombineret CD/DVD med navnet True North/Live Med DR UnderholdningOrkestret. Kun ét af numrene blev studieindspillet i en efterfølgende single, nemlig hittet "True North", der udkom 22. november 2011.
| Musik | Spire Denne musikartikel er en spire som bør udbygges. Du er velkommen til at hjælpe Wikipedia ved at udvide den. |